# Dietrich von Fürstenberg

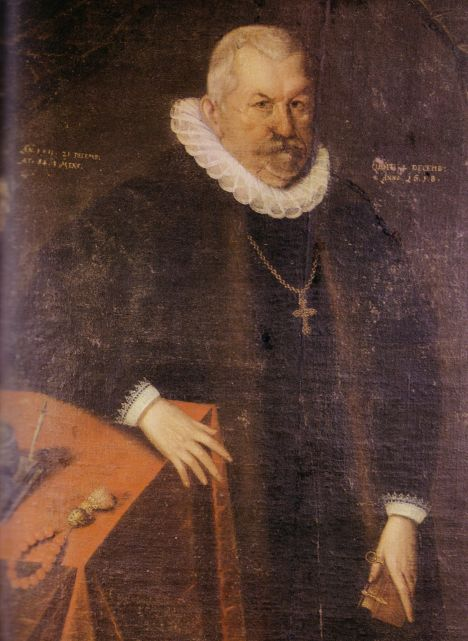
Fürstbischof Dietrich IV.; Gemälde um 1600 in der Theologischen Fakultät Paderborn

Dietrich von Fürstenberg (auch Theodor von Fürstenberg, Theodericus liber baro a Furstenberg oder Theodor von Paderborn; * 7. Oktober 1546 auf Burg Waterlappe bei Ense; † 4. Dezember 1618 auf dem Schloss zu Neuhaus bei Paderborn) war als Dietrich IV. Fürstbischof von Paderborn. In seine Zeit fallen heftige Auseinandersetzungen mit den Landständen und der Beginn der katholischen Rekonfessionalisierung des Landes.

## Familie, Ausbildung und Pfründe
Dietrich entstammt dem niederen westfälischen Adelshaus der Fürstenbergs, die im 16. Jahrhundert ein zunehmender Machtfaktor in den geistlichen Territorien Westfalens wurden. Der Sohn des kölnischen Rats Friedrich von Fürstenberg und der Tochter des Drosten zu Lichtenau und Wünnenberg Maria von Westphalen wuchs in einer von geistlichen Karrieren geprägten Familie auf. Fünf von neun Geschwistern nahmen geistliche Ämter an. Bruder Friedrich wurde Domkapitular von Mainz und Paderborn, die Schwester Ottilia Äbtissin in Neuenheerse und Oelinghausen, die Schwester Anna wurde nach dem Tod Ottilias Äbtissin in Oelinghausen. Ursula wurde Zisterzienserin im Kloster Himmelpforten. Die anderen Geschwister heirateten in den Paderborner Stiftsadel ein. Bedeutendster Bruder war Caspar von Fürstenberg, nachmalig Landdroste des Herzogtums Westfalen. Dietrich und Caspar standen in sehr engem persönlichen aber auch herrschaftlichem Verhältnis zueinander.
Friedrich von Fürstenberg ließ seine Söhne durch den damals bekannten Humanisten Friedrich Beurhaus am Archigymnasium in Dortmund erziehen. Danach erfolgte das Studium an dem von Jesuiten geführten Tricoronatum in Köln, war Dietrich bereits mit 17 Jahren Inhaber der Pfarrei und des Landdekanates Wormbach, später der Pfarrei Attendorn und der Propstei im Stift Meschede. Ein besonderer Schritt in seiner Karriere bildete im gleichen Jahr die Erlangung der Domherrenpfründe in Paderborn. Ein Jahr später wurde er auch Domherr in Trier.

## Wahl und Weihe zum Bischof
Im Jahr 1577 wurde Dietrich von Fürstenberg Dompropst. Bereits zu dieser Zeit galt er als ein möglicher Kandidat für das Bischofsamt. In dieser Zeit war er in dem stark vom Protestantismus beeinflussten Domkapitel der Führer einer katholischen Minderheit. Dennoch gelang es ihm angesichts des mehrheitlich protestantischen Stiftsadels die Bestimmung durchzusetzen, dass zukünftig nur noch Katholiken in das Kapitel aufgenommen werden durften. Nach dem Tod des Bischofs Heinrich von Sachsen-Lauenburg hat sich insbesondere Caspar von Fürstenberg für die Wahl seines Bruders eingesetzt. Obwohl er noch nicht die höheren Weihen hatte und entgegen den Bestimmungen des Konzils von Trient mehrere Präbenden innehatte, wurde er am 5. Juni 1585 als Dietrich IV. ohne Gegenkandidaten zum Fürstbischof von Paderborn gewählt und am 7. Oktober von Papst Sixtus V. bestätigt. In der Wahlkapitulation sagte er den Schutz des Katholizismus und die Ausweisung der nichtkatholischen Prädikanten zu. Die Gesandtschaft nach Rom wurde von Caspar finanziert.
Da er zur Zeit der Amtsübernahme noch keine Weihen hatte, ließ er sich zwischen den 27. und 30. Juli 1589 vom Kölner Weihbischof nacheinander im Kloster Böddeken die Subdiakonats-, Diakonats-, Priester- und Bischofsweihe spenden. Für die Ausübung von Pontifikalhandlungen erbat er sich die Hilfe von Weihbischöfen benachbarter Diözesen.

## Familienpolitik
Zusammen mit seinen Brüdern Caspar und Friedrich, Domherr in Mainz, setzte Dietrich die Bemühungen zur Stärkung der eigenen Familie fort. So erwarb er 1615 das Gut Neufürstenberg in Neheim und 1618 das Gut Herdringen. Beide Erwerbungen waren für die zukünftige Entwicklung der Familie von Bedeutung. Als Dietrich nach seiner Bischofswahl auf seine Präbenden verzichten musste, hat er versucht, diese in der eigenen Familie zu halten. In verschiedenen Fällen gelang dies teilweise über Umwege auch. Gescheitert war dies im Fall der Paderborner Dompropstei. Diese wurde durch den Papst an den Domherren Walter von Brabeck vergeben. Das Domkapitel sah sich in seinem Wahlrecht verletzt und strengte, unterstützt von Dietrich und Caspar von Fürstenberg, einen Prozess an der römischen Kurie an. Papst Sixtus V. beendete den Streit mit der Androhung der Exkommunikation. Aber noch einen Tag vor der Einsetzung von Brabecks am 25. November 1589 strengte Dietrich gegen diesen einen Prozess wegen Totschlags an, der indes schließlich versandete. War die Familie Fürstenberg auch im Streit um die Stelle des Dompropstes unterlegen, fiel ihr doch eine Domherrenstelle zu. Im Jahr 1589 gelang es Dietrich und Caspar, die Postulation der Schwester Ottilia zur Äbtissin in Neuenheerse durchzusetzen. Dies diente dabei nicht nur der Stärkung der Familie, sondern auch als Schutz vor einem möglichen Übergang des Stifts ins evangelische Lager.

## Politik der Gegenreformation

### Katholische Konfessionalisierung

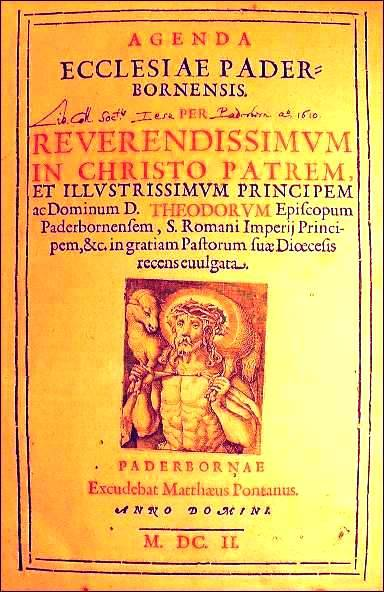
Die Paderborner Agende von 1602

Im ausgehenden 16. Jahrhundert war das Hochstift Paderborn von Konflikten der Konfessionalisierung geprägt. Nicht nur die großen Städte des Hochstifts waren nahezu vollständig zum Luthertum übergetreten, sondern auch die bedeutendsten Adelsfamilien, so dass ganze Landstriche protestantisch geprägt waren. Mit Dietrichs Vorgänger Heinrich von Sachsen-Lauenburg war sogar ein Protestant zum Fürstbischof von Paderborn gewählt worden.
Noch im Jahr seiner Wahl führte er in Paderborn den gregorianischen Kalender ein. Er führte seit 1586 regelmäßige Diözesansynoden durch, mit deren Hilfe die katholische Lehre im Klerus gefestigt werden sollte. Außerdem hat er periodische Visitationen der einzelnen Pfarreien befohlen, um dadurch die Umsetzung der Beschlüsse des Konzils von Trient nicht nur in Bezug auf die Glaubenslehre, sondern auch auf die Lebensweise der Priester (Durchsetzung des Zölibats) zu kontrollieren. Unterstützt wurde er durch den Generalvikar Theodor Matthisius, den Weihbischof Nikolaus Arresdorf und vom Abt Leonard Ruben vom Abdinghofkloster.
Damit Bücher, liturgische Texte und andere Schriften den Normen der katholischen Konfession und dem Interesse Dietrichs als Landesherren entsprachen, hat er 1597 den Drucker Matthäus Pontanus aus Münster nach Paderborn geholt und ihm 1608 das Druckmonopol für das gesamte Hochstift Paderborn verliehen.
Bereits 1596 hat Dietrich den Klerus in seinem Bistum angewiesen, sich entweder den Normen der katholischen Kirche anzupassen oder ihr Amt niederzulegen. 1602 hat er eine neue strikt katholische Regelung der Sakramentsspendung und Gottesdienstordnung durch eine Agende eingeführt. Hinzu kam ab 1600 beziehungsweise 1609 ein einheitliches Gesangbuch. Insbesondere in den Jahren zwischen 1611 und 1613 ließ Dietrich den Druck auf protestantische Laien verschärfen. Eine Heirat sollte nur nach einer nach katholischem Brauch durchgeführten Beichte möglich sein. Alle Einwohner des Hochstifts mussten bis Ostern 1613 die Beichte abgelegt haben oder auswandern. Protestanten sollten nur vor den Stadtmauern beigesetzt werden dürfen.

### Förderung des Jesuitenordens

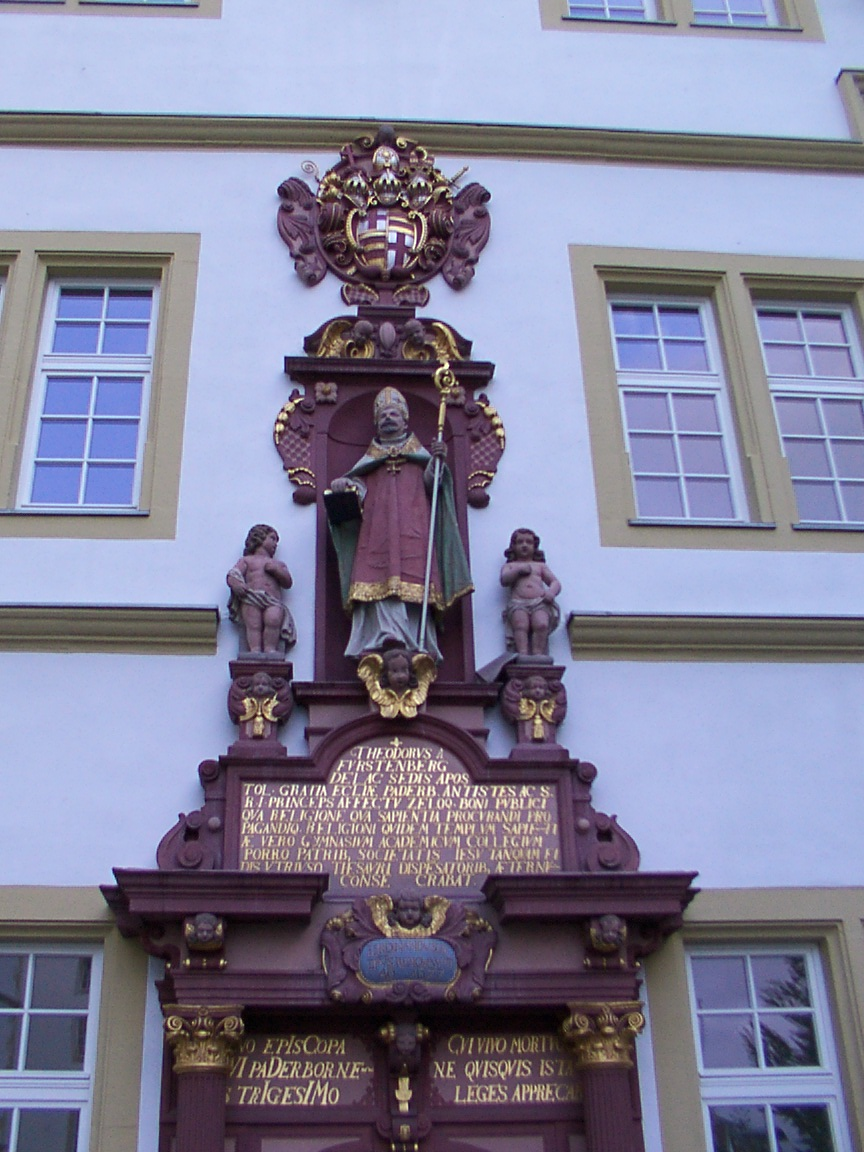
Statue über dem Portal der von ihm gegründeten Akademia Theodoriana

Nach anfänglichem Zögern erschienen Dietrich insbesondere der Orden der Jesuiten geeignet die Konfessionalisierung umzusetzen. Bereits vor seinem Amtsantritt als Bischof hat Dietrich als Dompropst 1580 zwei Jesuiten aus Heiligenstadt als Domprediger und Lehrer nach Paderborn. Diese hatten 1585 den Unterricht am örtlichen Gymnasium übernommen. Anfangs war ihre Situation noch nicht gefestigt und es gab nur eine Jesuitenresidenz mit wenigen Angehörigen. Dietrich schenkte dem Orden 1592 die Gebäude und das Besitztum des früheren Minoritenklosters zur Gründung des Jesuitenkollegiums. Dort ließ Dietrich von 1596 bis 1605 ein neues Kollegiengebäude und bis 1614 ein neues Gymnasium, später nach ihm Theodorianum genannt, erbauen. Hinzu kamen Kirche und Noviziathaus. Im Jahr 1604 schenkte er dem Orden seine eigene Bibliothek und stiftete 1614 die Universität beziehungsweise Akademie. Diese unterstellte Dietrich dem Generaloberen des Ordens. Ziel war es, die Abwanderung der Studierenden in die protestantischen Nachbargebiete zu verhindern. Vornehmlich sollte die Einrichtung der Ausbildung des Klerus dienen. Gelehrt wurden Theologie und Philosophie. Die Einrichtung wurde 1614 vom Papst und vom Kaiser bestätigt.

### Hexenprozesse
In seine Zeit fallen viele Hexenprozesse im Hochstift Paderborn, z. B. die Hexenprozesse in Borchen unter dem Syndikus des Domstifts, Licenciat Johann Moller.
1600/01 ließ Dietrich von Fürstenberg den Hexenprozess gegen den Prior, den Subprior und zwei weitere Chorherren des Augustiner-Chorherrenklosters Dalheim durchführen. 1598 griff das Reichskammergericht in die Hexenjustiz des Domkapitels ein.

## Landespolitik

### Innenpolitische Konflikte
Zusammen mit der Durchsetzung der katholischen Konfessionalisierung suchte Dietrich auch seine weltliche Macht als Landesherr auszubauen. In einer ersten Phase hat er versucht, seine Macht auch gegen Widerstände durchzusetzen. Dagegen schlossen sich das Domkapitel, die Städte und die Ritterschaft 1590 zu einer Einung zum Schutz der überkommenen Rechte und Privilegien der Landstände zusammen. Später hat Dietrich es geschafft, keine gemeinsame Front der Stände gegen ihn aufkommen zu lassen. Aber insbesondere das Domkapitel leistete weiterhin Widerstand gegen den Machtanspruch des Landesherren. Der Domdechant Arnold von der Horst war dabei einer der Führer der Opposition. Vorübergehend von Dietrich 1604 suspendiert, kam es spätestens 1612 zur Aussöhnung.
Nachdem er die Landstände und selbst das Domkapitel stark gegen sich aufgebracht hatte, hat Dietrich seinen Kurs in den 1590er Jahren etwas gemäßigt. In dieser zweiten Phase versuchte er mit weitgehend friedlichen Mitteln die Reichweite der katholischen Konfession zu erhöhen. Aber auch dies führte zu Widerständen. Die Städte und Ritter waren insbesondere von der Konfessionspolitik beunruhigt. Sie forderten auf dem Landtag von 1597 sogar die Freistellung der Religion. Insbesondere die Tätigkeit der Jesuiten wurde kritisiert. Der konfessionelle Aspekt war dabei auch verbunden mit weltlichen Streitigkeiten etwa um landesherrliche und grundherrliche Gerichtsrechte. Im Jahr 1603 kam es zu einer Einung der Ritterschaft mit einigen Städten.

### Unterwerfung der Stadt Paderborn

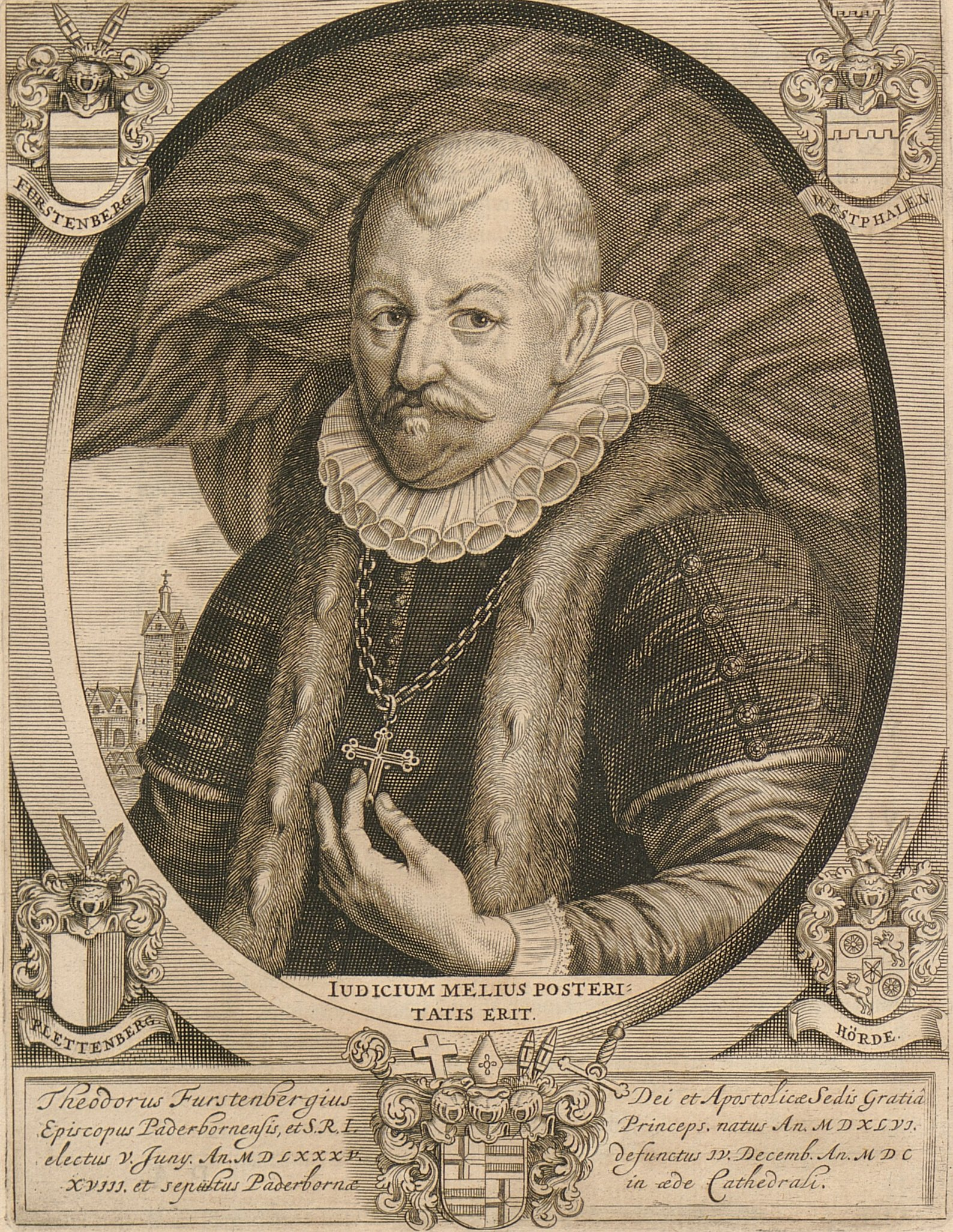
Fürstbischof Dietrich IV. – Kupferstich

Der Höhepunkt war das gewaltsame Vorgehen gegen die Stadt Paderborn. Bereits seit langem gab es Streit um die landesherrliche Gerichtsbarkeit in der Stadt. Dazu kam es ab 1588 sogar zu einem Prozess vor dem Reichskammergericht. Der Bischof hatte zur Stärkung seiner Macht in Paderborn die sozialen Gegensätze in der Stadt genutzt, um das Patriziat zu schwächen. Im Jahr 1603 griff er sogar in die Wahl des Rates ein. Im Jahr 1604 setzten sich allerdings die antibischöflichen Kräfte durch. Der Bürgermeister Liborius Wichart war Anführer einer Parteiung in der Bürgerschaft, die die Unabhängigkeit der Stadt vom Hochstift anstrebte. Auch weil der Bischof wohl begann Militär anzuwerben, versetzte der Bürgermeister die Stadt in den Belagerungszustand. Damit ging Druck auf die verbliebenen katholischen Geistlichen einher. Die Stadt war indes weitgehend isoliert, das Domkapitel verließ Paderborn, die Ritterschaft blieb passiv und Unterstützung gab es nur von wenigen anderen Städten. Inzwischen zog Johann von Rietberg im Auftrage des Bischofs Truppen zusammen. Vergeblich bemühte sich Paderborn bei Landgraf Moritz von Hessen-Kassel um militärische Unterstützung. Es kam zum Abschluss eines Schutzvertrages mit der Ritterschaft und den Städten Brakel, Lügde und Steinheim. Zu einem regelrechten Krieg kam es nicht, da sich in der Stadt eine gemäßigte Richtung an Zulauf gewann. Diese verhandelte heimlich mit dem Bischof, so dass sich die in sich zerstrittene Stadt kampflos ergab. Der protestantische Bürgermeister Liborius Wichert wurde gevierteilt und der Leichnam an den Stadttoren aufgehängt. Paderborn verlor weitgehend und auf Dauer die in Jahrhunderten erreichte Selbständigkeit an den Bischof. Nur vorübergehend konnte sich danach in der Stadt noch der Protestantismus halten.

### Ende des Ständekonflikts
Im Jahr 1606 fühlte sich der Bischof so stark, dass er eigenmächtig, ohne Zustimmung der Stände außer dem Domkapitel die Steuern erhöhte. Daraufhin kam es erneut zu Streit mit der Ritterschaft, mit Städten aber auch mehreren Domherren, die den „hergebrachten Brauch und Gewonigkeit“ in Gefahr sahen. Dennoch hat Dietrich im selben Jahr auch die Bekenntnisfreiheit beendet. Im Jahr 1608 kam es zu einem Vergleich. Danach blieb die Macht des Landesherren, weiterhin durch die Rechte der Stände, begrenzt. Mit dem Ende des Konflikts mit den Ständen begann Dietrich um 1610 verstärkt auch mit weltlichen Zwangsmaßnahmen gegen die protestantischen Laien vorzugehen.

## Äußere Politik
Verbunden war Dietrich mit Graf Johann von Rietberg. Trotz seines Protestantismus war das Verhältnis des Bischofs zu Simon VI. von Lippe eng. Dieser trat auch als Vermittler auf, als es zwischen dem Hochstift Paderborn und Moritz von Hessen-Kassel zum Streit um die Landesgrenze an der Diemel kam. Im Jahr 1597 kam es in dieser alten Streitfrage zu einer Einigung. Dadurch wurde das Hochstift von der Diemel im Bereich zwischen Helmarshausen und Liebenau verdrängt. Gesichert wurden Beverungen und Calenberg im Osten und Südosten.
Das Verhältnis zum Kölner Erzbischof und Kurfürsten war in der Regel gut. Dafür sorgte insbesondere Dietrichs Bruder als Landdrost des kölnischen Herzogtums Westfalen. Eine Ausnahme bildete die Zeit während der Regierung des zum Protestantismus übergetretenen Erzbischofs Gebhard I. von Waldburg in Köln.
Wegen seiner innenpolitischen Konflikte hat Dietrich kriegerische äußere Auseinandersetzungen möglichst vermieden. Nicht ganz verschont blieb das Hochstift durch den Durchmarsch fremder Truppen im spanisch-niederländischen Krieg. Durch hohe Zahlungen erkaufte der Bischof den Abzug der Eindringlinge.

## Der Bischof als Bauherr

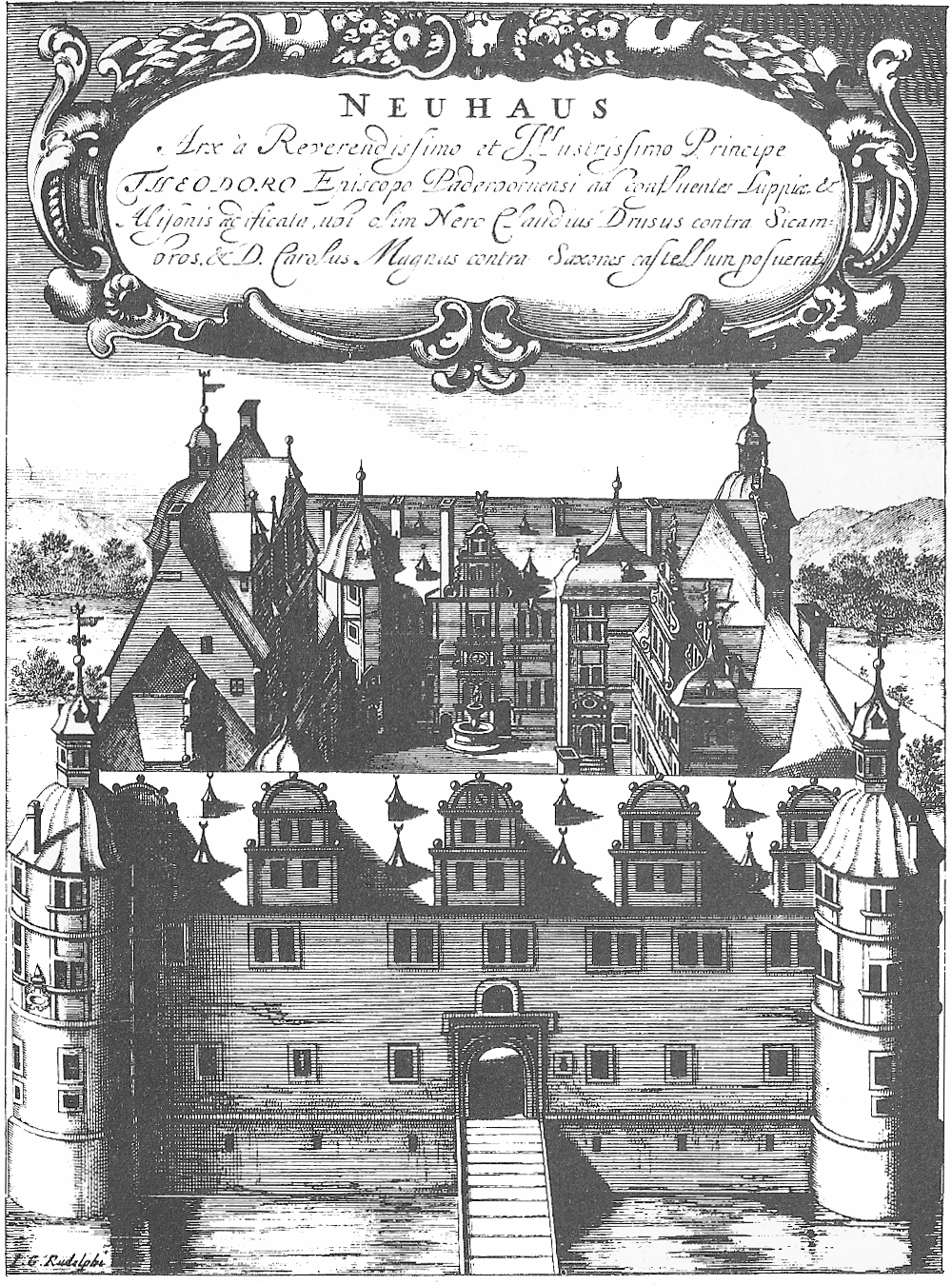
Schloss Neuhaus im 17. Jahrhundert

Er erweiterte seine bischöfliche Residenz Schloss Neuhaus im Jahre 1590 um einen Nordflügel zur noch heute vorhandenen Vierflügelanlage. Ferner ließ er das erste Universitätsgebäude Paderborns, das heutige Theodorianum errichten.
Die Wewelsburg war zu Beginn von Dietrichs Amtszeit noch im Pfandbesitz der Edelherren von Büren. Der Bischof löste den Pfand 1598 ein. Damit verfügte er über eine Befestigung im Südwesten seines Territoriums. Dies war besonders wichtig, um den Bestrebungen der protestantischen Edelherren nach mehr Selbständigkeit entgegentreten zu können. Dietrich ließ die Burg zu einer Dreiflügelanlage ausbauen.

## Letzte Jahre und Tod

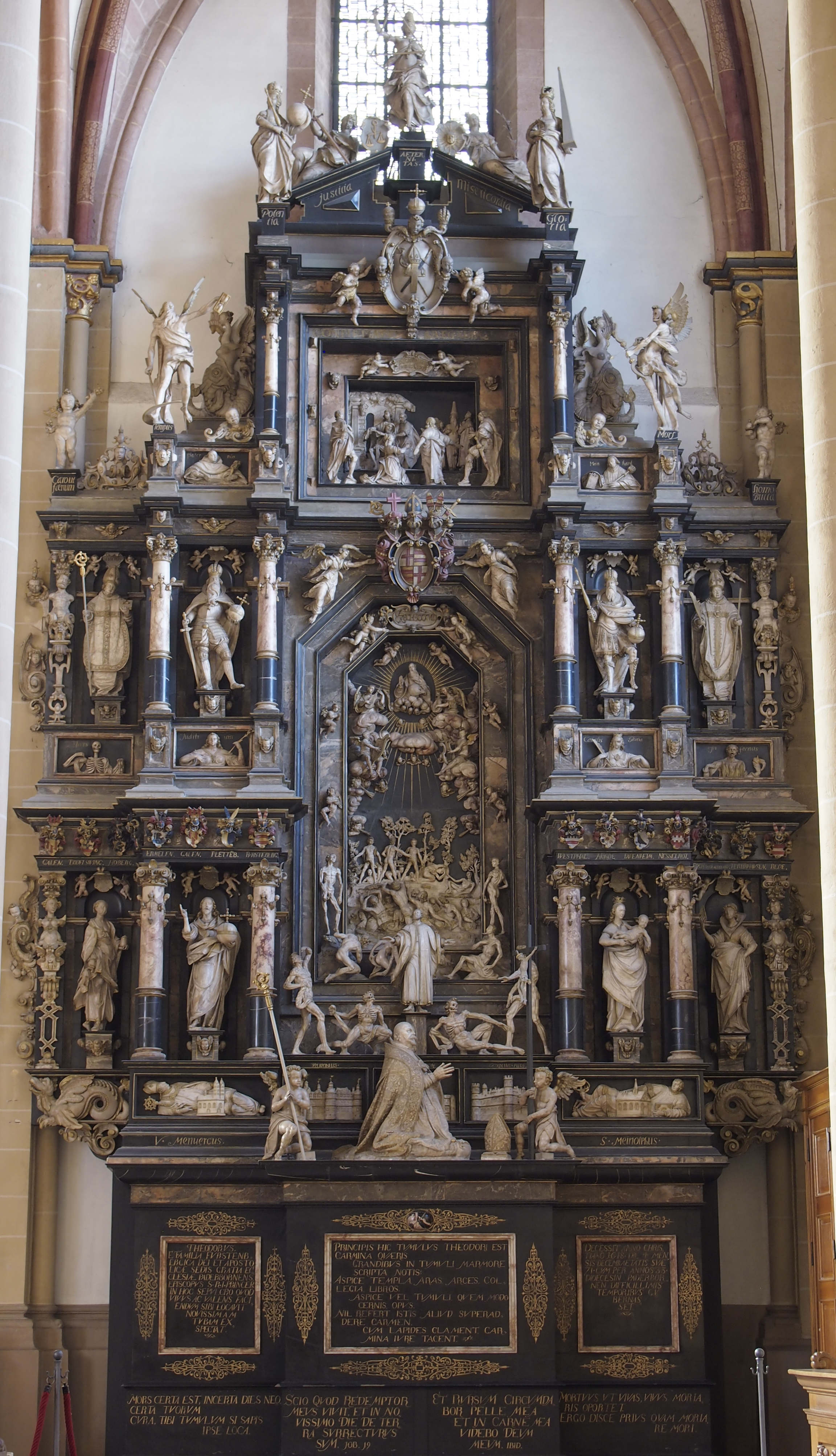
Grabmal im Paderborner Dom

Im Verlauf der Auseinandersetzungen mit den Ständen war Dietrich versucht, auf das Amt zu verzichten und es wurde geplant, einen Koadjutor zu bestimmen. Insgeheim wurde dafür einer der Söhne Caspars Friedrich von Fürstenberg und später Johann Gottfried von Fürstenberg ausersehen. Dieser Versuch, auch nach Dietrich einen Fürstenberger auf den Bischofssessel in Paderborn zu bringen, scheiterte am zunehmenden Einfluss der Wittelsbacher im Nordwesten des Heiligen Römischen Reiches. Daher wurde 1612 Ferdinand von Bayern zum Koadjutor gewählt.
Durch zahlreiche Stiftungen hat der Bischof zu Lebzeiten für sein Seelenheil sorgen wollen. Dem Kloster Oelinghausen etwa stiftete er Memorien im Wert von 10.000 Reichstalern. Auch für die Ausstattung der Kapelle auf dem Fürstenberg kam er auf. Im Paderborner Dom stiftete er für 23.000 Reichstaler eine Memorie. Vor der Stadt Paderborn ließ er eine Kapelle renovieren.

## Epitaph
Nach seinem Tod auf Schloss Neuhaus 1618 wurde Dietrich im Paderborner Dom bestattet. Bereits zu Lebzeiten hatte er sich von dem Bildhauer Heinrich Gröninger das größte Bischofsgrabmal Westfalens errichten lassen. Das manieristische Grabdenkmal verknüpft Allegorie und Biographie, indem es mit zahlreichen Heiligen und allegorische Figuren geschmückt ist. Mittig befindet sich Bischof Dietrich in Pontifikalkleidung vor einem Kreuz kniend. Hinter ihm sind seine geförderten Bauten zu sehen: das Theodorianum, Schloss Neuhaus und die Wewelsburg. Flankiert werden diese Reliefbilder vom Bistumsheiligen Meinolf mit der Klosterkirche Böddeken dem seligen Bischof Meinwerk mit der Abdinghof-Kirche. Über dem Verstorbenen steht der Prophet Ezechiel und dessen Vision, welche die Auferstehung der Toten prophezeite. Thematisch fortgesetzt ist darüber die Erweckung des Lazarus dargestellt und darüber schließt das Bischofswappen das Hauptgeschoss ab. Weitere heilsgeschichtliche und historische Figuren sind seitlich hinzugefügt, ebenso die 16-teilige Ahnenprobe des Verstorbenen sowie mehrere ausführliche Inschriftentafeln.